# Armando Castagna
Armando Castagna (ur. 22 września 1963 w Arzignano) – włoski żużlowiec i działacz żużlowy.

## Życiorys

### Kariera sportowa
12-krotnie zdobywał tytuły indywidualnego mistrza Włoch. Po zakończeniu kariery został działaczem żużlowym FIM.

### Życie prywatne
Ojciec Paco Castagni, również żużlowca.

## Przynależność klubowa
Włochy
- MC La Favorita Di Sarego (1991)
- MC Olimpia Terenzano (1993–1994)
- Abato Badia Calavena (2001)

Wielka Brytania
- King’s Lynn Stars (1985)
- Ipswich Witches (1988)
- Reading Racers (1989–1990)
- Eastbourne Eagles (1991)
- Reading Racers (1992–1994)
- Oxford Cheetahs (1995)
- Reading Racers (1996)
- Poole Pirates (1997)
- Reading Racers (2000–2001)

Polska
- LKŻ Lublin (1997)
- Kolejarz Rawicz (1998)
- Iskra Ostrów Wielkopolski (1999)

Niemcy
- AC Landshut (1991)
- MC Güstrow (1997)

Węgry
- Debreczyn Speedway Club (1991)

## Starty w Grand Prix
| Sezon | Numer | 1     | 2     | 3     | 4     | 5     | 6     | Msc. | Pkt. |
| ----- | ----- | ----- | ----- | ----- | ----- | ----- | ----- | ---- | ---- |
| 1998  | 11    | CZE 1 | DEU 5 | DNK 3 | GBR 3 | SWE 6 | POL 5 | 18   | 23   |

| Statystyki        | Statystyki |
| ----------------- | ---------- |
| Starty            | 6          |
| Zwycięstwa        | 0          |
| Miejsca na podium | 0          |
| Finalista         | 0          |
| Punkty            | 23         |

## Osiągnięcia
Indywidualne Mistrzostwa Świata
- 1985 –  Bradford – 11. miejsce – 5 pkt → wyniki
- 1986 –  Chorzów – 13. miejsce – 4 pkt → wyniki
- 1990 –  Bradford – 8. miejsce – 8 pkt → wyniki
- 1991 –  Göteborg – 11. miejsce – 6 pkt → wyniki
- 1993 –  Pocking – 12. miejsce – 5 pkt → wyniki
- 1998 – 6 rund - 18. miejsce – 23 pkt → wyniki

Indywidualne Mistrzostwa Świata Juniorów
- 1983 –  Lonigo – jako rezerwowy - 0 pkt → wyniki
- 1984 –  King’s Lynn – 8. miejsce – 8 pkt → wyniki

Mistrzostwa Świat Par
- 1984 –  Lonigo – 7. miejsce – 5 pkt → wyniki
- 1986 –  Pocking – 8. miejsce – 7 pkt → wyniki
- 1987 –  Pardubice – 8. miejsce – 11 pkt → wyniki
- 1988 –  Bradford – 7. miejsce – 17 pkt → wyniki
- 1991 –  Poznań – 6. miejsce – 9 pkt → wyniki
- 1992 –  Lonigo – 4. miejsce – 16 pkt → wyniki

Indywidualny Puchar Mistrzów
- 1986 –  Pardubice – 4. miejsce – 12 pkt → wyniki
- 1987 –  Miszkolc – 2. miejsce – 12+2 pkt → wyniki
- 1989 –  Natschbach-Loipersbach – 12. miejsce – 5 pkt → wyniki
- 1991 –  Elgane – 6. miejsce – 10 pkt → wyniki
- 1992 –  Równe – 5. miejsce – 10 pkt → wyniki
- 1993 –  Tampere – 3. miejsce – 11+3 pkt → wyniki

Indywidualne Mistrzostwa Włoch
- 1984 – 1. miejsce → wyniki
- 1985 – 1. miejsce → wyniki
- 1986 – 1. miejsce → wyniki
- 1987 – 5 rund - 2. miejsce – 73 pkt → wyniki
- 1988 – 4 rundy - 1. miejsce – 80 pkt → wyniki
- 1990 – 1. miejsce → wyniki
- 1991 – 5 rund - 1. miejsce – 91 pkt → wyniki
- 1992 – 4 rundy - 1. miejsce – 57 pkt → wyniki
- 1993 – 4 rundy - 1. miejsce – 54 pkt → wyniki
- 1994 – 4 rundy - 1. miejsce – 50 pkt → wyniki
- 1995 – Terenzano – 1. miejsce – 14+3 pkt → wyniki
- 1998 – 5 rund - 9. miejsce – 26 pkt → wyniki
- 1999 – 6 rund - 6. miejsce – 72 pkt → wyniki
- 2000 – 8 rund - 1. miejsce – 138 pkt → wyniki
- 2001 – 6 rund - 1. miejsce – 90 pkt → wyniki

Młodzieżowe Indywidualne Mistrzostwa Włoch
- 1982 – Castiglione Olona – 1. miejsce – 15 pkt → wyniki

## Inne ważniejsze turnieje
Golden Gala w Lonigo
- 1991 – 3. miejsce → wyniki
- 1992 – 2. miejsce → wyniki
- 1993 – 1. miejsce → wyniki
- 1999 – 2. miejsce → wyniki
- 2001 – 3. miejsce → wyniki
- 2002 – 3. miejsce → wyniki

Zlatá Přilba w Pardubicach
- 1993 – 3. miejsce → wyniki